# Elaphoglossum eximiiforme
Elaphoglossum eximiiforme är en träjonväxtart som beskrevs av John T. Mickel. Elaphoglossum eximiiforme ingår i släktet Elaphoglossum och familjen Dryopteridaceae. Inga underarter finns listade.